# Kuti István (labdarúgó)
Kuti István (Budapest, 1938. július 22. – Budapest, 2002. július 30.) labdarúgó, csatár. Az 1963-64-es kupagyőztesek Európa-kupája döntőjéig jutott MTK csapatának játékosa.

## Pályafutása

### Klubcsapatban
1958 előtt a BRSC labdarúgója volt. 1958 és 1966 az MTK-ban szerepelt. Itt VVK elődöntős 1962-ben, KEK döntős 1964-ben. Az 1960–61-es idényben bajnoki bronzérmes, 1962–63-as ezüstérmes a csapattal. 1963-ban Közép-európai kupagyőztes a kék-fehérekkel.

### A válogatottban
1965-ben egy alkalommal szerepelt a magyar válogatottban. Ezenkívül egyszeres B válogatott (1964) volt.

## Sikerei, díjai
- Magyar bajnokság
  - 2.: 1962–63
  - 3.: 1960–61
- Kupagyőztesek Európa-kupája (KEK)
  - döntős: 1963–64
- Vásárvárosok kupája (VVK)
  - elődöntős: 1961–62
- Közép-európai kupa (KK)
  - győztes: 1963

## Statisztika

### Mérkőzése a válogatottban
| Magyarország | Magyarország     | Magyarország         | Magyarország | Magyarország | Magyarország | Magyarország | Magyarország | Magyarország |
| #            | Dátum            | Helyszín             | Hazai        | Eredmény     | Vendég       | Kiírás       | Gólok        | Esemény      |
| ------------ | ---------------- | -------------------- | ------------ | ------------ | ------------ | ------------ | ------------ | ------------ |
| 1.           | 1965. június 27. | Budapest, Népstadion | Magyarország | 2 – 1        | Olaszország  | barátságos   | -            | 56'          |
|              | Összesen         |                      |              | 1            | mérkőzés     |              | 0            | gól          |